# Kunics Ferenc
Kunics Ferenc (Németciklény, 1697. augusztus 8. – Sopron, 1763. október 26.) bölcseleti és teológiai doktor, a Jézus-társaság szerzetes papja.

## Életrajz
Nemes szülők gyermeke volt. 17 éves korában lépett a jezsuita rendbe. Bécsben bölcsészettudományt, Grazban hittudományt tanult, és mind a két tudományból doktori oklevelet nyert. Tanár volt Kolozsváron 1730-1731-ben, Nagyszombatban 1733-tól 1737-ig, Kassán 1738-tól 1741-ig. Ugyanott rektor volt 1741. november 23-tól, Budán 1745. március 14-től, Nagyszombatban 1748. június 23-tól, Egerben 1751. november 11-től, ismét Nagyszombatban 1755. február 13-tól, Kassán 1759. július 8-tól 1761. május 11-ig; 1762-ben is ott tartózkodott. Mint a rend rektora két házat emelt a tudományoknak (Budán és Egerben). Beutazta Olaszországot és Rómában jelen volt Centurionus Alajos szerzetfőnök megválasztásánál. Nyugalomba vonulása után, könyvtárnoki hivatalt viselt Sopronban, ahol 1763. október 26-án meghalt. Buzgó pártfogója és ápolója volt a magyar nyelvnek.

## Művei

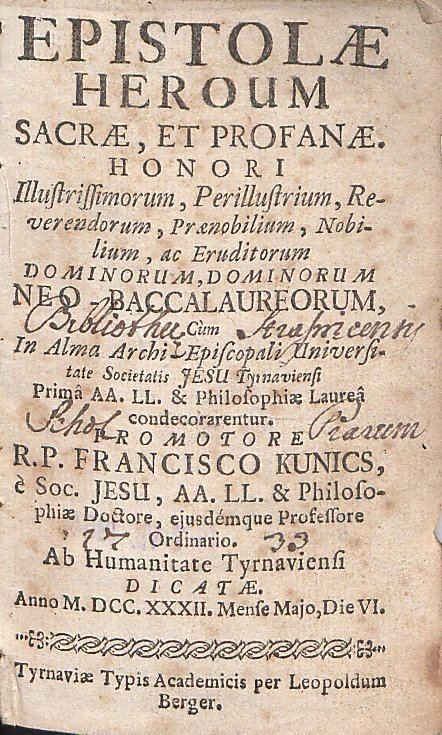
Az 1732-ben megjelent Epistolae heroum sacrae et profanae címlapja

- Compendium historicum de praecipuis quatour monarchiis. Honoribus ... liberi baronis Caroli Sigrai, dum ... promotore ... prima aa. II. & philos. laurea insignaretur a neobaccalaureis condiscipulis dicatum anno 1732. Tyrnaviae
- Epistolae heroum sacrae et profanae. Uo. 1732[1]
- Monumentum gratitudinis res gestas virorum, quorum singulari beneficio stat, aut ornatur universitas Tyrnaviensis brevi narratione exhibens. Uo. 1738[1]
- Compendium historicum de regnis et aliis orbis provinciis. Uo. 1733
- D. Hieronimi Stridoniensis epistolae selectae ... Cassoviae, 1739
- Regulae juris canonici auditoribus oblatae ... Uo. 1741
- Szedecziás, Keserves játék, melyet magyar nyelven szerzett. Kassa, 1753 (Granelli Giovanni jezsuita drámájának fordítása. Ism. Figyelő XIV. 1883., XIX. 1885. és Egyetemes Philol. Közlöny 1891. 1042. l. Előadatott Egerben, midőn K. ottan rector volt; eredeti kézirata a budapesti egyetemi könyvtárban.)

A Dacia Siculica nem az ő, hanem Szilacsek Pál munkája (L. Stoeger, Scriptores 356. 1.). Nevét Kunits és Kunichnak is írták.